# NSB Type 89
Die Triebwagenbaureihe NSB Type 89 sind fünf aus Schweden gebraucht beschaffte Dieseltriebwagen. Sie wurden von den Norwegischen Staatsbahnen (NSB) für die Bedienung der Flekkefjordbane gekauft und mit der Baureihenbezeichnung BM 89 versehen.

## Vorgeschichte
Flekkefjordbanen wurde 1904 als Schmalspurbahn mit einer Spurweite von 1067 mm eröffnet. 1944 erfolgte der Umbau der Strecke auf Normalspur.
In der Zeit, als die Strecke schmalspurig war, verkehrten die Züge mit Dampflokomotiven. Beim Umbau der Strecke wurde zwischen Sira und Flekkefjord nur das Gleisbett für die normalspurigen Gleise verbreitert, die vorhandenen Tunnelquerschnitte blieben jedoch. Das hatte Folgen hinsichtlich des Einsatzes von Triebfahrzeugen.
Für den Personenverkehr existierte ab 1941 ein von Strømmens Værksted gebauter besonders leichter Fahrzeugtyp für Strecken mit leichtem Oberbau. Dieser wurde als Cmo type 7, ab 1942 als Cmdo type 7a und ab 1956 als Bmdo type 87a bezeichnet und im Nummernplan ab 1956 NSB Typ 87 genannt. Durch ihre geringen äußeren Abmaße konnten diese Züge problemlos im eingeschränkten Lichtraumprofil verkehren. Allerdings endete zwischen 1969 und 1981 die wirtschaftliche Lebensdauer, sie wurden abgestellt und verschrottet.
Ersatzfahrzeuge, die für das Lichtraumprofil passten, fand man in Schweden. Die Fahrzeuge der dortigen Triebwagenbaureihe Y6 wurden durch Streckenstilllegungen überzählig, so dass 1981 die Triebwagen Y7 1136 (Baujahr 1957), Y7 1202 und 1205 (alle Baujahr 1958) als BM 89 01 bis 03 von NSB übernommen wurden. Y7 1166 und 1182 (alle Baujahr 1958) folgten 1986 als BM 89 04 und 05.
Mit Einstellung des Personenverkehrs wurden die Fahrzeuge überflüssig, die Fahrzeuge wurden an die Museumsbahn Dal–Västra Värmlands Järnväg und andere Museumsbahnen abgegeben.